# 張同登
張同登（？—1860年），字鏡江，安徽桐城人。道光二十年（1840年）庚子科進士。用雲南縣（今祥雲縣）知縣。以軍功補大理知府。護迤西道督剿回族反清民軍。咸豐十年（1860年）秋，祿豐縣城被起事軍隊攻破，張同登陣亡。朝廷降旨撫恤，建立專祠。